# NHK BS1
NHK BS1（エヌエイチケイ ビーエスワン）は、日本放送協会（NHK）が放送していた衛星基幹放送の一種別のテレビジョン放送である。
その名が示す通り、1989年（平成元年）6月から2011年3月まで放送されていたNHK衛星第1テレビジョン（エヌエイチケイえいせいだいいちテレビジョン、デジタル放送の受信機表示アイコン：NHK1）の後身にあたるチャンネルである。本項では、そのNHK衛星第1テレビジョンについてもあわせて記述する。
いずれの略称もBS1（ビーエスワン）で、区別する場合は「NHK衛星第1テレビジョン」が「旧BS1」等、「NHK BS1」が「新BS1」等と呼ばれる。また、新BS1は放送終了まで新NHK-BSにおけるメインサービス（代表サービス）に位置付けられていた。
リモコンキーIDはその名の通り一貫して「1」。

## 概要

### 旧BS1放送開始の経緯・開始当時の状況
1984年（昭和59年）5月12日、日本初となる人工衛星（放送衛星）を利用して受信可能なテレビジョン局として放送を開始。個人所有のパラボラアンテナを対象とした、世界初の個人向け直接衛星放送局となった。ただし米国などで個人所有の衛星アンテナによる衛星放送視聴行為自体はその前から一部行われていた。これは、当時のケーブルテレビ局向け衛星放送HBOがノンスクランブルで送信されており、タダ見ができたためである。
NHKのBSチャンネルは当初から2チャンネル体制での放送体制を計画しており、当初は山間部や離島地域など難視聴地域への対策として地上波（旧BS1は総合、NHK衛星第2テレビジョン（BS2）は教育（Eテレ））の同時・または時差放送を中心軸として編成する事を想定していた。しかし、事実上初代となる実用放送衛星「ゆり2号a」が打ち上げ直後に中継器とその予備各1台が故障するトラブルが発生。放送開始後しばらくは1チャンネル分での放送を余儀なくされた。
その後、1986年（昭和61年）2月12日に予備衛星の「ゆり2号b」が打ち上げられ、本来の2チャンネル体制での放送が可能となった。ところが、1987年（昭和62年）7月4日放送分から地上波の同時中継はBS2が担うようになり、旧BS1は後述の様な独自の番組編成を行うようになる。これに伴い、当時のNHKと民放の全チャンネルを通して史上初となる24時間放送を開始。地上波時差編成はBS2に集約され、BS2開局前以来1年半ぶりの総合・教育混合編成再開となった。

### 新生「BS1」放送開始へ
2000年12月1日にBSデジタル放送が開始され、デジタル化が完了するまでの経過措置として、デジタル101チャンネルで旧BS1と同一内容の放送が実施された。このデジタル放送は「2代目BS1」もしくは「2代目衛星第1」と呼ばれることもある。
2011年の衛星放送の完全デジタル化に向けて、NHK衛星放送のテレビチャンネルは、ハイビジョン2チャンネルに集約されることになった。総務省における手続きを経て、2010年12月9日、その概要が発表された。2チャンネルの内1チャンネル（デジタル101チャンネル）を、旧BS1とほぼ同様のニュース・国際情報とスポーツ中継を軸とした編成に充て、「BS1」のチャンネル通称も引き続き使用されることになった。
NHKによると、新「BS1」は、日本の衛星放送のパイオニア（日本初の実用衛星放送局）であることを自覚し、「衛星放送のNo.1を目指す」という願いも込められている。キャッチコピーは「知りたい今が、ある」。ロゴマークは、BS1の1をモチーフにしており、「BSプレミアム」と同じくHappy and Happyの甲谷一が制作した。
2011年3月31日の終了と共に、旧BS1・BS2・BShiの衛星3チャンネルは、その歴史に幕を閉じ、デジタル放送はスロット数変更作業を行なうため放送休止、翌4月1日午前6時（日本時間）から、デジタル101チャンネルは「新生BS1」として放送を開始した。もうひとつのハイビジョンチャンネル「BSプレミアム」は、デジタル103チャンネルで放送を開始し、デジタル102チャンネルは、新BS1の臨時チャンネルとなった。同年10月17日より、102チャンネルは「臨時チャンネル」から「サブチャンネル」に変更された。
旧BS1のアナログ放送については、引き続き新BS1のサイマル放送を実施し、同年7月24日の正午（日本時間）をもって放送終了、その後はアナログ放送が終わったことを示す告知のみ放送した。
なお、チャンネル再編の1週間ほど前からBS全チャンネルに限らず、地上波の総合テレビ・教育テレビでもBS新チャンネル切換の案内スポットを随時放送していた。また、NHKワールド・プレミアムでも、東日本大震災の特設ニュース・関連番組の合間に流れる総合テレビ同時放送の番組案内スポット放送時に、そのまま放送されていた。
新生「BS1」放送開始後のキャッチコピーは、「知りたい今が、ある。」 → 「BSで逢いましょう。」が使用されたが、2016年10月改編時点では設定されていない。

### BS再々編へ
2019年12月13日、総務省の有識者検討会で配布されたNHKの資料によれば、2K衛星放送のBS1・BSプレミアムを1つのチャンネルに統合し、4K・8Kと併せた3チャンネル体制への再編成を目指す方針を発表した。具体的な案は2020年度内に策定するとしている。2021年1月13日、2021年度から3か年の経営計画が決定し、2023年12月1日にBS1・BSプレミアムの2波を1波へ統合・削減し、「BS2K」として開始する方向で検討を進めている。さらにNHKは、4Kの普及状況を見極めており、今後、右旋のBS放送を、1波への整理・削減も視野に入れて検討を進める予定とされている。
新BS2Kは、「衛星放送の魅力を凝縮し、ライブ感を重視した機動的編成を行う」としており、ドラマ・エンターテインメントや教養番組など、これまでBSプレミアムで放送してきた一部の人気番組を4Kとの並列放送も行いつつ、2Kで視聴している視聴者の利便性も確保することを目指すとしているほか、大規模な地震・津波などの自然災害が発生した場合は従来通り臨時ニュースを提供するほか、東京本部放送センターが被災した時でも大阪放送局から2Kを通して送信し、全国各放送局が受信し放送できるようにする。
これを受けて、NHKは同10月18日に行われたオンライン会見で、「新しい衛星放送は4Kと2Kのそれぞれの特性を生かし、柔軟な発想でコンテンツを編成する。また2Kしか視聴できない世帯に対しては、4Kで放送する番組も2Kでも同時に制作し、時期は開けることにはなるが何らかの形で（4Kの）番組を紹介していきたい」としている。なお、BS2Kへの移行後も、解像度横1440ドットを変更せず、正式なチャンネル名についても、BS4K共々2023年春ごろに発表するとした。
2023年4月19日、BS2Kの新チャンネル名称を発表し、チャンネル名称は「NHK BS」とし、2023年12月1日から放送開始する予定であることを発表した。
なおBS放送の再編成に先行して、これまでBS1で放送していたスポーツ中継の整理を行っており、これまでにPGAツアー（ゴルフ）やATPマスターズ（テニス）、NFL（アメリカンフットボール）、海外サッカーなど多くの海外のスポーツ中継を順次終了している。

## 沿革

### NHK衛星第1テレビジョン（旧BS1）

NHK衛星第1テレビジョンで使用されていたロゴ

- 1984年（昭和59年）5月12日 - 試験放送開始[15]。
  - 当初はNHKの難視聴解消対策のため、旧BS1では総合テレビ、BS2は教育テレビの中継をする予定が放送衛星「ゆり2号a」の中継器3台のうち2台が故障、1チャンネルで総合・教育の混合編成を行っていた。その後、1986年（昭和61年）2月12日に予備衛星「ゆり2号b」が打ち上げられ、衛星第2テレビが開局すると地上波の中継は総合テレビのみとなる。
- 1987年（昭和62年）7月4日 - 独自編成による24時間放送を開始。
  - 当時のNHK・民放を通して、史上初の24時間編成が実現した[注釈 2][注釈 7]。ワールドニュース、スポーツ中継、コンサート、映画などの総合編成を行った。但し1997年（平成9年）8月1日にBSAT-1に移行するまでは毎年2 - 4月及び8 - 10月の一時期は「食」（静止衛星が地球と重なるため、太陽の光が遮られる状態。基本的に日食と同じ原理）が発生するため未明の0:30 - 4:30を放送休止とし、20時間放送となった。また、年に1 - 3回不定期で、月による食（静止衛星が月の影に入り、太陽の光が遮られる状態。基本的に月食と同じ原理）で1 - 4時間放送休止することがあった。
- 1989年（平成元年）6月1日 - 本放送開始[16]。
  - これに伴い衛星放送の番組体系をより明確にするため、ニュースとスポーツ中継を中心とした専門チャンネルとして放送するようになる。
- 1990年（平成2年）12月1日 - 送信用の放送衛星「ゆり2号a・ゆり2号b」から、「ゆり3号a」への切り替えのため、チャンネルをアナログBS-15chからアナログBS-7chに変更（但し、移行期間として数か月間程度は2つのチャンネルで並列放送を行った）。
- 2000年（平成12年）
  - 9月10日 - デジタル衛星第1テレビジョンの試験放送開始[17]。
  - 12月1日 - デジタル衛星第1テレビジョンの本放送開始。

BSアナログ放送停止までの暫定措置として、BSアナログ放送と同内容の放送を行う。NHKでは将来的なBS衛星放送の完全デジタル化を目指し、それへの移行を円滑に進めるための放送と位置づけている。なお、デジタル放送としての無線局免許状は持たず、他のBSデジタル放送局と同様、委託放送事業者として放送。
- 2007年（平成19年）
  - 11月1日 - アナログ放送の送信業務も放送衛星システム社に委託、委託放送事業者に移行。
    - これに伴い、従来のアナログ放送の放送免許は廃止（廃局）。

  - 11月26日 - 独立ラジオ放送や独立データ放送の閉局や一部放送局の物理チャンネル変更に伴う、放送衛星スロット配置の変更。
    - デジタル放送は、5時から従来の6スロットから3スロット追加されて「9スロットでの放送」となり、画質が向上した。
- 2008年（平成20年）5月1日 - アナログ放送の透かしの「BS1」の下に「アナログ」の透かし文字を追加。
  - 2011年（平成23年）7月のアナログ放送終了に備えて、視聴者が自分でアナログ放送かどうかを識別できるようにした（デジタル放送は変更なし）。
- 2011年（平成23年）
  - 3月11日 - 東北地方太平洋沖地震（東日本大震災）に伴い、3月31日まで特別編成で放送。

総合テレビと同じ番組内容の震災関連情報を終日提供し、3月18日までは完全同時放送を実施した。19日からはニュースと震災関連番組については総合テレビの同時放送を実施し、それ以外の時間帯は旧BS1のコンテンツであるスポーツやドキュメンタリーを放送。旧BS1のニュース番組についてはNHK制作のニュース番組は21日放送の『きょうの世界』から再開、海外のニュース番組は22日から再開した。
通常BS2で放送されているNHKニュースおはよう日本、正午のニュース、NHKニュース7が旧BS1でも放送した他、首都圏ローカルのニュース・気象情報も特に差し支えがない限り同時放送を実施（ただし、字幕放送は実施せず）。同時放送については28日から減少したが、31日まで継続して続けられた。BS2で本来放送されるべき総合テレビの番組はこれまでも国会中継や一部スポーツ中継で代替放送された事例があるが、終日総合テレビの番組を同時編成するのは1987年7月の独自編成以前に行なわれて以来。
また、深夜24時以後基点までは概ね30分おきのニュース+フィラー（お天気カメラと震災関連情報のロール字幕）を放送[注釈 8]。またBS2も19日から通常放送に戻すが、上述3番組については旧BS1・BS2サイマル放送となる。
これにより、旧BS1での最後の放送番組となる筈だった定時ニュース番組の『NHK BSニュース』は3月11日13時台を最後に事実上終了した[18]。
  - 3月31日 - 「NHK衛星第1テレビジョン」（旧BS1）の放送を24時をもって終了。(BS2は終了、BShiは放送休止)最終番組は番組宣伝で[19]、番宣以外の事実上の最後の番組は「BS世界のドキュメンタリー グリーン 森を追われたオランウータン」（23:05-55）であった[20]。24時から3分間現行のBS放送の終了[注釈 9]、休止の案内と4月1日6時からの新BS放送移行のお知らせを放送した。4月1日0時3分以降新BS1に移行するため、放送を休止した。

### NHK BS1（新BS1）
- 2011年

2011年4月から2020年3月まで使用されていた旧ロゴ

  - 4月1日 - 新生「NHK BS1」の放送を6時より開始（当初はデジタル・アナログ同時放送、デジタル放送は23スロットへ変更）[21][22]。

これに伴いデータ放送を拡充。旧BS1・2では簡易的な気象情報のみのデータ放送を送っていたが新BS1ではBShiから独立データ放送3ch（BS700・701・707ch）が移行し、BS700chでは気象情報、BS701chではニュース、スポーツ、株式などの情報、BS707chではコピー制御（B-CASカード）に関するヘルプチャンネルとして提供するようになった。また、BS700・701chでは放送映像を画面に出しながら提供するようになった。さらに、臨時放送用チャンネルに、旧BS2から、102chが移行してきた(当初は臨時放送用チャンネルの為、選局をしても何も映らないか、101chに誘導された)。
アナログ放送でのウォーターマーク表示はゴシック体だった「BS1（改行）アナログ」から地上アナログ放送と同じフォントの「アナログ」に変更され、大きさはアナログ総合・教育の2倍となっている。その後の4月18日に「アナログ」の左側にチャンネルロゴも追加された。
  - 6月30日 - 放送法の改正施行により、新BS1（デジタル・アナログ）及び独立データ放送（デジタル）ともに衛星基幹放送へ移行。
  - 7月24日 - アナログでの新BS1の同時放送を正午をもって終了し、デジタルに一本化。最終番組はPGAツアー中継で、当時実況した野地俊二アナウンサーが中継中にその旨のアナウンスを行っていた。
  - 10月17日 - 102chを「臨時チャンネル」から「サブチャンネル」に変更。
- 2013年
  - 1月10日 - 102chでもマルチ編成を行っていない時間帯は101chの番組をそのまま放送するようになった[23][注釈 10]。
- 2016年
  - 2月1日 - 文字スーパーによる速報テロップの送出を開始[注釈 11][24]。
- 2018年
  - 1月14日 - 4K8K本放送に備えたBSの帯域再編に伴い、23スロットから20スロットへ縮小され、解像度が1920×1080ピクセルから地上デジタル放送と同等の1440×1080ピクセルへ低下[25]。
- 2019年
  - 12月13日 - NHKの衛星放送4波のうち、2KのBS1とBSプレミアムを1つのチャンネルに統合し、削減する方針を同日に開かれた総務省の有識者検討会の説明資料で明らかにした[3][4][5]。テレビ番組のインターネット常時同時配信に関連して、総務省から求められた業務見直しの一環であるという[5]。令和2年度内に整理や削減に向ける案を策定するとしているが、実施時期の記載はなかった[3]。同局は集約に向けて、BSプレミアムで放送する番組を中心に、2Kと4Kのどちらにも対応する作品の制作をさらに増やしていく考えである[4]。
- 2020年
  - 3月30日 - NHK全体でウォーターマーク・チャンネルアイコンをリニューアル。これに伴い、甲谷一制作の旧ロゴマークは廃止された[26]。
- 2023年
  - 11月30日 - BS1としての営業放送を同日深夜24時に終了し、翌12月1日早朝よりチャンネル名称から「1」の数字を外して単なる2K専門チャンネル「NHK BS」へ移行。移行前後の番組は一部旧BSプレミアム同時で放送された「BSプレミアムお引越しカウントダウンスペシャル（22:40 - 翌0：10）」。レギュラー枠では「国際報道2023」（22:00 - 22:40）が最後だった。

### コールサインの遍歴
デジタル放送
開局当初より受託放送事業者→基幹放送局提供事業者の放送衛星システム（B-SAT）が衛星基幹放送局を保有しB-SATが一手に送信業務を引き受けている関係上、NHKは委託放送事業者→認定基幹放送事業者（衛星基幹放送事業者）として放送を行っているため、NHKは勿論全てのBSデジタル放送局に対する各局単体コールサインが割り当てられることは無い。
2007年10月31日までのアナログ放送
NHKが送信業務を実施していたため、NHKに放送衛星局（現在の衛星基幹放送局に相当）のコールサインが指定されていた。このコールサインは放送衛星毎に異っていた。
1. 1984年（試験放送開始当初 ゆり2号a使用） JO2A-BS-TV
2. 1986年（ゆり2号b使用） JO21-BS-TV
3. 1990年（ゆり3号a使用） JO31-BS-TV ※この時、放送チャンネルがBS-15chからBS-7chに変更される
4. 1997年（BSAT-1使用） JO21-BS-TV

2007年11月1日以降のアナログ放送
アナログもB-SAT管理の設備利用へ移行し、NHKの単独コールサインは廃止された。

## チャンネル内訳

### デジタル放送
放送事業者名は「NHK」。
テレビ放送
- 論理チャンネル枠：10x
  - BS101・102ch
- リモコンキーID：1[注釈 1]

チャンネル名は「NHK BS1」（旧BS1）→「NHKBS1」（新BS1・スペースなし）。
旧BS1では101chのみが割り当てられ、標準画質での放送を行っていた。
2011年4月1日のハイビジョン化に伴い同日4時以後、旧BS2が使用した102chはBS1の臨時放送対応の予備チャンネル（画面サイズ16:9の標準画質放送）として使用。当初は臨時チャンネル扱いで102chを選局しても「現在放送されていません。」と表示されるか、一部の受信機では「臨時放送のチャンネルが休止しているため別のチャンネルに切り替えます。」と表示されて自動的に101chに誘導されていた。
2011年10月17日以降はEPGに常時掲載され、放送がない場合、EPGには番組名として『（この時間帯は101chをご覧ください）』と表記される。また102chを押した場合「現在放送されていません。」と表示され、一部の受信機でも自動誘導されなくなった。
2013年1月10日からはEPGの102chのスペースも使い101chの番組を表示するようになり、マルチ編成終了後は自動的に101chと同じ内容に切り替わる（2011年4 - 10月のような停波確認後の自動誘導ではなく、101・102chの双方のチャンネルで同じ番組の内容が放送される）ようになった。なおマルチ編成が実施される場合（スポーツ中継とニュースが重複する場合など）については、電波運用上の関係から、一部の時間で102chの放送が中断（101chでスポーツ中継が実施される時間帯など）する時間帯が生じるため、放送されていない時間帯は停波させず、2011年10月17日から2013年1月9日までの放送がない102chと同じ『（この時間帯は101chをご覧ください）』の番組名で総合テレビとEテレのコールサイン画面と同じデザインの画面に（色は青色）、「この時間帯は101チャンネルをご覧ください。」という字幕とBS1のチャンネルロゴマーク（下）を挿入する。2020年3月までは、水色をバックに「この時間帯は101チャンネルをご覧ください。」という字幕とBS1のチャンネルロゴマーク（右下）を挿入するデザインだった。ちなみに無音である。
（例-1）大相撲中継が実施される場合、101chで定時番組（BS列島ニュース他）を放送し、102chで大相撲中継を行うが、15:12で終了（→総合テレビにリレー）するため、101chで次の定時番組「東京マーケット情報」が開始される15:25までは102chの放送が中断される。
101・102chの双方、または101chのみでスポーツ中継が実施され、当初の放送終了時刻を延長して102chのみで続きを放送する場合も同様で、102chではスポーツ中継終了後から次の101chの定時番組開始まで放送中断となる。
（例-2）また、101chでスポーツ中継、102chで定時番組が放送される場合は、101chのスポーツ中継が開始される時間から102chでの定時番組開始までと、定時番組終了後から101chでのスポーツ中継終了（または前述の延長放送開始）までの間は102chの放送が中断される。
（例-3）またいずれかのチャンネルでスポーツ中継（NHKプロ野球、大リーグ、PGAツアー他）がマルチ編成で放送が予定されながら、雨天などの天災により中止や途中打ち切り、または試合が予定通り開催されても、予定終了時刻より早く終了となった場合はマルチ編成を行わない場合がある。途中打ち切りとなった場合は（例-1）のパターンに準じ、雨天中止時の予備番組を放送する。
102ch使用中はリモコンキーIDで101chを選局した場合、イベントリレー機能による102chの放送案内が表示される。
臨時放送の102chでは2013年1月9日まではデータ放送が利用できなかったため、放送中にdボタンを押しても「データ放送は101chでご覧ください。」という字幕が表示されていた。同1月10日以後はスポーツ中継とニュース・定時番組のマルチ編成が実施される場合のみ同チャンネルでのデータ放送が休止となるときに表示される。
マルチ編成実施時はリモコンの4色ボタンでもチャンネルを切り替えられる。この場合、青=101ch、赤=102chで切り替える。対象番組が放送されている場合、画面左に「赤（101ch視聴時）or青（102ch視聴時）=（番組名）へ、緑=表示を消す」と縦書きされる。ただし102ch視聴時は番組の時間によって「赤=101チャンネルへ」と表示される。102chの放送休止時（ブルーバック）が出ているときは4色ボタンでの選局は不可。
また、102chは、緊急度が高いニュースが発生した時にも101chとのサイマル放送が行われる場合があったが、2013年1月からは「マルチ編成」を行う時間帯を除き、常時101chとのサイマル放送を行っている。
なお、NHKは000chも枠として保有しているが、使用されたことはない。
独立データ放送
- 論理チャンネル枠：70x
  - BS700・701・707ch

すべてBS hiから移行したチャンネル。
700chは「NHKデータ1」で気象情報、701chは「NHKデータ2」でニュース、707chは「707チャンネル」でヘルプチャンネル。
700chと701chは、101chの放送と同時に視聴できる。707chは、B-CASカードの状態が確認できるチャンネル。
BShi時代には、708chも割り当てられていたが、後に使用されなくなった。チャンネルもBShi終了時に廃止されている。
NHKデジタル衛星ハイビジョン#チャンネル内訳も参照

### アナログ放送
- BS-15ch（ - 1990年11月30日）
- BS-7ch（1990年12月1日 - 2011年7月24日）

中継局
- 小笠原父島 VHF9ch（10W）
- 小笠原母島 VHF10ch（1W）
- 南大東 VHF4ch（100W）

小笠原諸島と大東諸島では2010年6月まで通信衛星を使い東京で放送されていた地上波アナログテレビ放送が再送信されていた（デジタル放送ではいずれも海底光ケーブルを通じてそれぞれ本来の放送対象地域の地上デジタル放送が再送信されている）。
なお、当初BSアナログ放送では第1テレビではBS-11ch、第2テレビはBS-15chを使用する予定だった。

## 放送形態
- 毎日5:00を起点とした24時間放送（年1回メンテナンスのため放送休止あり）。
- 旧BS1では、メンテナンスによる休止はデジタルのみ。アナログ放送は送出を2系統化しているためメンテナンスがあっても完全無休で放送した。但し日によってデジタル・アナログ双方とも休止する場合もあった。

### 放送時間の遍歴
| 期間                            | 放送開始 | 放送終了         | 備考                                                                                                  |
| ------------------------------- | -------- | ---------------- | --- |
| 1984年05月12日 - 1987年07月03日 | 6:00     | 翌0:00           | 地上波（BS2開局後は総合テレビ）同時を主体とした編成。災害など緊急時は放送時間を延長したことがあった。 |
| 1987年07月04日 - 1997年07月31日 | 基本5:00 | （基本終夜放送） | 但し、2月下旬 - 4月中旬と9月上旬 - 10月中旬の「食」の期間中は、0:30 - 4:30を放送休止とした。          |
| 1997年08月01日 - 2023年11月30日 | 基本5:00 | （終夜放送）     | 但し、不定期で放送設備メンテナンスで放送休止となる日時があった。                                      |

### 放送編成
1987年（昭和62年）7月4日に独自編成になってから『NHK BSニュース』などの一部例外を除き、エンディングの「終/（制作著作）NHK」の表記はほとんど見られなくなり、番組名を画面下部右隅に出す程度（アイキャッチとほぼ同等）になった。
日本国内外のニュース（BSニュースセンターの独自制作。但し、総合テレビの特設ニュースについては、旧BS1でも同時放送を行うことがあったが、新BS1では地震・津波などの全波一斉放送の臨時ニュースを除いて原則として行われない）、スポーツ中継とドキュメンタリー・情報番組（いずれも国際情勢「ワールドニュース」やスポーツに関する内容）に特化した編成になっている。
2004年11月以降、24時間ニュース専門チャンネルを目指す観点から深夜・早朝を含めた毎時間『NHK BSニュース』を定時放送している。この『NHK BSニュース』は海外向けのNHKワールド・プレミアムでも放送されているため、総合テレビ同時放送の『NHKニュース』と併せて世界中で24時間、日本国内向け放送のニュース番組が、リアルタイムでの視聴が可能になっているメリットもある。
しかし、この構想を発案・推進した当時のNHK会長である海老沢勝二がNHKを離れてからは進展が一切見られず、スポーツ関係の番組が増え続けるなど、同構想と明らかに矛盾する編成が顕著になっていく。さらにNHKの衛星放送チャンネルが、3から2に削減されたこともあり、この構想は事実上頓挫された形となった。また『NHK BSニュース』については2017年度から深夜・早朝の放送は行っていない。2018年頃からはスポーツ中継の割合が増え、 BSニュースの10分の定時放送が土日には午前から午後7時台まで8時間程ないこともある。
ゴールデンウィーク・お盆・年末年始には特別編成が組み込まれることがあり、通常スタジオ編成で送られる『キャッチ!世界のトップニュース』など、一部はスタジオ進行がない日もある。オリンピックの開催期間中はオリンピック競技中継（録画を含む）を優先させるため、『NHK BSニュース』の一部を除くほぼ全てのレギュラー番組が休止となり、終日にわたって同中継が放送される。
NHKにおける後半期の番組編成改定は例年9月下旬から10月上旬の間に行われるが、BS1に関しては野球（日本のプロ野球やアメリカのMLB）のシーズンオフや欧米での夏時間終了との兼ね合いもあり、他の放送波よりも1か月遅い10月下旬から11月上旬の間に行われる。
放送の緊急を要する差し替えは、地上波との同時放送が行われていた1987年7月初旬までは総合テレビで放送されていた内容自体をそのまま放送（深夜は食の期間の休止があった）していたが、それ以後は震度6強以上の強い地震や津波が発生した（または発生する恐れがある）ことにより、気象庁から津波警報・大津波警報が発令された場合、並びに近隣諸国のミサイルや爆撃の発射などの影響で、Jアラートが発動され、緊急の避難指示・勧告が発動された場合における「全波全中」が起きた場合などに限られている（地上波の同時放送がBS2に特化されるようになってからは、総合テレビでの終夜放送での緊急情報の放送はBS2でのサイマル放送となったが、2011年4月の再々編によりBSでの同時放送は原則なくなった）。2011年3月11日の東日本大震災においては、同日の地震発生時の全波全中開始時から、3月19日午前8：00まで地上波の総合テレビと同時放送され、同時刻から部分的にBS1独自編成を再開したのちも、再編の実施がなされた同3月31日未明まで、深夜～早朝（文字情報・お天気カメラなどフィラーも含む）・および日中の一部時間帯で総合テレビと同時にニュースを拡大して放送し、BS1独自の放送を見合わせていた。

#### 1日の放送編成の大略
※2023年度上半期の月 - 金曜の場合。
- 5:00 - 9:00 ワールドニュースを中心とした報道・情報枠[注釈 20]
- 9:00 - 11:55 エキサイティング・スポーツ（スポーツ中継=大リーグ[注釈 21]）
- 11:55 - 18:00 ワールドニュース（同アジア、同アメリカ）などの地域報道・情報枠
  - 年度上半期にほぼ相当する4 - 10月は随時大リーグも放送。
- 18:00 - 22:00 エキサイティング・スポーツ（スポーツ中継=NHKプロ野球・J1サッカーリーグなど）
- 22:00 - 翌0:10 国際報道20XX、ワースポ×MLB、BS世界のドキュメンタリーを中心とした報道・情報枠
- 翌0:10 - 翌5:00 NHKワールドTVの番組などの報道・情報枠ほか
  - 随時エキサイティング・スポーツ（MLB中継。2021年度までは欧州サッカー・NBA・NFLなども放送していた[注釈 22]）

※「エキサイティング・スポーツ」は国内放送番組時刻表の上のみで使用している呼称。この枠であっても、不定期でスポーツ以外の「BSセレクション」として放送する時間帯もあった。また、2018年度以降、翌2:00 - 翌4:30の枠において、スポーツ中継やドキュメンタリーの再放送がないときを中心に、フィラー番組「映像散歩」が放送されることもあった。

### 放送映像・音声ほかの仕様
旧BS1では、2000年12月1日から2011年3月31日までデジタル・アナログともに同一内容の放送を実施していた。デジタル放送は開局当初から、アナログ放送は2007年11月1日からNHKは電波法に基づく免許を持たず、放送法に基づく認定（委託放送事業者）を受けて放送を行っていた。
2011年4月1日から同年7月24日までアナログ旧BS1のチャンネルで新BS1のサイマル放送を実施していた。新BS1も同様に電波法に基づく免許を持たず、放送法に基づく認定（当初は委託放送事業者、2011年6月30日に衛星基幹放送事業者にみなされる。）を受けて放送を行う。
新BS1（デジタル101チャンネル、以下、101ch）では全番組がハイビジョン16:9の画面で放送（ニュース番組のすべてと一部のスポーツ中継、ドキュメンタリーなど）されている（デジタル旧BS1は標準画質で放送されていた）。デジタル102チャンネル（以下、102ch）は新BS1のサブチャンネルで、マルチ編成時に標準画質で放送されている。形式はかつてのデジタル衛星ハイビジョンと同様、101chはハイビジョン画質のまま（但し、伝送スロットは若干下がる）で通常放送を行い102chは標準画質で行う形となる。音声については、5.1サラウンド放送や2か国語放送・解説放送のステレオ放送も可能である。2006 FIFAワールドカップ（デジタル放送は全試合ハイビジョン同様16:9の画面で放送）では旧BS1のデジタル放送開始以来初めて5.1サラウンド放送が行われた。新BS1になってから初めて5.1サラウンド放送を行ったのは2011年8月27日のNHKプロ野球（ただし、当初放送予定の総合テレビで特設ニュースが組まれたことによる代替放送）である。
旧BS1のデジタルでデータ放送で見ることができたのは気象情報のみだったが、新BS1になってからは総合テレビ・デジタル衛星ハイビジョン（BShi）とほぼ同じ内容のデータ放送を見ることができるようになった。
旧BS1はデジタル・アナログともに字幕放送が行われていなかったが、新BS1では字幕放送が行われている。定時番組では『COOL JAPAN』と『BS世界のドキュメンタリー』の2番組で実施開始。そのほかにも数本程度短時間の紀行ものを中心に随時実施し、プロ野球中継や総合テレビで国会中継や特設ニュースが組まれる関係で代替放送される大相撲中継などにおけるリアルタイム字幕放送も実施される。平均放送時間は数十時間ある他のNHKテレビ放送波より最も少ない4時間程度である。

### マルチ編成
102chは定時番組放送のため101chで放送していたスポーツ中継を延長する時、注目度の高いスポーツ中継が2番組で重なった時、スポーツ中継のため「東京マーケット情報」などを別のチャンネルに移して放送する時などに限られるが、定期的なサブチャンネルを使った放送では2011年11月以降、大相撲中継を総合テレビの開始時刻（通常は15時台までだが、国会中継・特設ニュースがある場合など総合テレビの編成状況次第では最大17時台まで延長の場合あり）まで放送される。
マルチ編成時、102chは16:9サイズの標準画質となるが、101chはハイビジョン画質のままで放送される。これは以前のデジタル衛星ハイビジョンのマルチ編成と同様の体制となっている。また、マルチ編成時、画面左側にチャンネル切換のアイコンが表示される（この場合、それぞれのチャンネルでの現在の放送番組が縦書きで表示される（101chの場合は赤ボタンで102chへ。102chの場合は青ボタンで101chへの選局が可能となる。緑ボタンでアイコン表示を消去できるが、消去しても色ボタンの選局は可能である）。
マルチ編成開始時間に近づいたときには放送時間変更・休止の案内で使用される字幕スーパーでサブチャンネルで放送される番組や選局方法などの案内が表示される（とくにチャンネル番号などの重要な箇所には黄色字体で表記され、リモコンの色ボタンで選局する場合も色ボタンと同色の字体が表記される）。マルチ編成の運用は以前のデジタル衛星ハイビジョンの時に比べ、頻繁に行なうようになった。また、マルチ編成を実施している場合、101chでは102chで放送されている番組について、画面上でも字幕案内表示をし、102chを見る場合には「リモコンの2チャンネルを押してください。テンキーで102と入力してもご覧いただけます」という字幕が放送される（多くの機種では102chが「2」に設定されているが、機種によっては「2」が空き（未登録）となっているものもある）。
先述の通り、サブチャンネル（102ch）の放送が終了しメインチャンネル（101ch）の番組が続いている場合、または101chの番組の途中から102chの放送が始まる場合、放送されていない102chでは「この時間帯は101チャンネルをご覧ください」という表示が出るがその際のチャンネルを切り替える方法はリモコンの1を押すかチャンネルの上下ボタンの下を1回押すかテンキーで101を押すか電子番組表で101chを選択して切り替える。BS1では102chの放送終了後または放送前はBS日テレなどのように色ボタンで切り替えることは出来ない。
ただし、当初からマルチ編成によるスポーツ中継が予定されながら、その試合・大会が天災その他のために中止となり放送ができない場合、マルチ編成を取りやめる場合もある。

## その他
2006年11月20日の5時以降、BSデジタル放送では標準画質であるもののハイビジョン制作の番組は画面アスペクト比16:9のサイズで放送されるようになった。ただしごくわずかだが、4:3で放送する番組も存在する（例として海外から送られる一部のスポーツ中継、Xゲーム、ABCニュースシャワー、NHKワールド制作の『NIPPON OUT ABOUT』、その他ごく一部のミニ番組）。新BS1移行後は、旧BS1で実施されていた画面アスペクト比4:3情報の付加は行われず、サイドパネルを付けて放送されている。
極く初期に、NHK衛星放送局宛に受信報告書を郵送した場合、放送衛星をデザインにあしらったベリカードが発行されたが、現在はオリジナルのベリカードは発行されていない。